# Galleria Shopping
O Galleria Shopping é um shopping center da cidade de Campinas, no interior do estado de São Paulo, Brasil. A arquitetura do shopping é marcada por um grande vão central a céu aberto e um tratamento paisagístico diferenciado com um jardim interno de mais de 7 mil m² composto por plantas tropicais, cascatas e pedras decorativas que recriam o conceito de "rock garden".
Em 20 de setembro de 2012, com investimento de R$ 30 milhões, foi inaugurada a expansão de 8,2 mil metros quadrados na área bruta locável do empreendimento. O novo setor conta com dois pavimentos, 63 lojas, uma garagem coberta e um serviço de valet, além de uma nova fachada e decoração.
A administração do Galleria Shopping está a cargo da Iguatemi Empresa de Shopping Centers S.A..